# Коншин, Михаил Дмитриевич
Михаил Дмитриевич Ко́ншин (1906—1987) — советский картограф-фотограмметрист.

## Биография
Родился 16 (29 мая) 1906 года в Москве. В 1928 году окончил Московский межевой институт (бывший Константиновский).
В 1928—1931 остался работать в Межевом институте, организовав за этот период фототриангуляционный цех.
С 1931 работал в ЦНИИГАиК.
С 1938 года преподавал в Военно-инженерной академии имени В. В. Куйбышева, с 1941 по 1960 и с 1968 по 1971 год — в МИИГАиК, где читал курсы по стереофотограмметрии, а также организации и экономике аэрофотогеодезических работ, заведовал кафедрой фотограмметрии до 1971 года. Доктор технических наук (1943), профессор (1944).
Умер 6 марта 1987 года. Похоронен в Москве на Введенском кладбище (25 уч.).

## Научно-технические достижения
Внёс вклад в разработку прогрессивных технологий картографирования страны в мелких и средних масштабов. Разработал, в частности, метод построения топографических карт с использованием элементов внешнего ориентирования.
В 1952 году модернизировал топографический стереометр СТД-1 (конструкции Ф. В. Дробышева (1894—1986), разработан в 1934, серийный выпуск начат в 1935 году). М. Д. Коншин разработал конструкцию двух дополнительных корректоров, что повысило точность стереометра. Модернизированная модель получила название СТД-2.

## Награды и премии
- заслуженный деятель науки и техники РСФСР
- Сталинская премия третьей степени (1950) — за разработку и выпуск сверхширокоугольных мультиплексов для аэрофотосъёмок
- Сталинская премия второй степени (1952) — за работу в области техники

## Сочинения
- Аэрофототопография. 1949; 3-е изд., 1954.
- Методы и приёмы фотограмметрических работ при определении топографических карт. 1952.